# Hills パン工場
hills パン工場（ヒルズ パンこうじょう）は、大阪府大阪市西区にあるライブハウス。かつては、ベーカリーカフェとライブハウスの複合施設であった。関西唯一のメジャー・レコード会社、株式会社ギザ（GIZA studio）が運営している。オープン当初はGIZA studioおよびビーインググループ所属アーティスト専用のライブハウスであったが、現在は主にインディーズバンドや新人アーティストなどが出演している。

## 概要
大阪市西区北堀江1-3-17のGIZA studio本社ビル「HORIE HILLS（ホリエ ヒルズ）」（旧GIZA HILLS）にて運営されている。ベーカリーカフェのオープンは2002年3月。ライブハウスのオープンは2003年3月20日。
地下2階に、オールスタンディングで約200人収容（着席で100席）の「hills パン工場・ライブハウス」があり、小松未歩を除く全てのGIZA studio所属アーティストが出演している。なお、ライブハウスのオープン前である2001年12月15日に、世界初のインターネットライブ『GIZA studio R&B PARTY at the Hillsパン工場 ［堀江］ vol.1』 が開催され、ライブハウスに客を入れずに倉木麻衣・愛内里菜・中村由利・三好真美・松田明子・松永安未がパフォーマンスを行い、その模様をパシフィコ横浜の大型シアターおよび大阪・東京・札幌の街頭テレビへインターネット中継された。
地上1階から地上2階は、かつては株式会社スプーンフルが運営するベーカリーカフェ「hills パン工場 cafe」となっており、パンの製造も同ビル地下1階で行い、ガラスのショーケースにパンを並べた、NYベーカリースタイルのカフェであった。2007年11月16日に「人と環境にやさしく美味しいパン」をコンセプトとし、有機食材、マイバッグ、簡単包装、エコ製品導入したスタイルでリニューアル。2013年9月29日に閉店。なお、2005年2月から2008年9月の間、2号店として、テイクアウトのみのベーカリーショップ「hillsパン工場」本町三休橋店（大阪市中央区本町）も存在した。
ベーカリーカフェ「hills パン工場 cafe」閉店後の跡地は、シフォンケーキ専門店を経てファッション雑貨販売店となっていたが、地下2階のライブハウスは「hills パン工場・ライブハウス」の名称のまま運営している。
2020年3月3日より、2019年新型コロナウイルス感染症（COVID-19）の感染拡大を避けるため、それ以前に開催を告知していたライブについては、中止、無期延期、無観客配信ライブに変更し開催、のいずれかの対応をとり、新たなライブについては開催を自粛している。

## THURSDAY LIVE・SATURDAY LIVE
GIZA studio所属のミュージシャン等によるライブコンサートで、R&B、ロック、ポップス等、毎週決まったテーマに沿った洋楽のカバーを中心に演奏される。事前に予告のない大物ゲストが飛び入り参加することもある。
SATURDAY LIVEの前身となるTHURSDAY LIVEはライブハウスのオープンにあわせ2003年3月20日より開始され、第1回目公演の「ROCK NIGHT」では出演はWAGで、シークレットゲストの稲葉浩志（B'z）がオープニングアクトとして初めてのソロライブを披露した。2003年3月27日、第2回目公演の「R&B NIGHT」では出演は滴草由実で、シークレットゲストとして坂井泉水（ZARD）が飛び入り参加で登場している。また、外部では、DAIGO☆STARDUST（後にビーイング入りを果たす）、奥村愛子（2007年10月）、Fayray（2003年から2004年）、初音（2005年3月25日）が出演したことがあり、2005年8月11日にFEEL SO BADの活動再開ライブを、2006年2月11日にZYYGの一夜限りの再結成ライブを行った。
西日本地区では2003年7月17日より（東日本地区は2005年5月より）2007年3月29日までの間、「フレッツ・スクウェア」にて、ライブ配信されていた。
「フレッツ・スクウェア」によるライブ配信の終了直後となる2007年4月7日以降は「SATURDAY LIVE」として開催を毎週土曜日に変更し、新たに、Being GIZA VERMILLIONオフィシャルポータルサイト「BGV.jp」にて、ライブ配信されていた。
2009年4月以降は「SATURDAY LIVE」が不定期開催に変更された。
2018年3月20日に、ライブハウスの15周年記念ライブ「TUESDAY LIVE〜15周年祝わNIGHT〜」が開催。
メイン・ゲストとしての出演回数については、第1位が竹井詩織里、第2位が滴草由実、第3位が宇徳敬子の順となっている。バンドメンバーの出演回数は、第1位が大楠雄蔵（OOM・Sensation）、第2位が大橋雅人（FEEL SO BAD）、第3位が岩井勇一郎（New Cinema 蜥蜴・三枝夕夏 IN db）となっている（データについては後述の『THURSDAY LIVE -TRACKS OF THREE YEARS-』参照）。
THURSDAY LIVEのルーツについては、1995年1月15日から1997年12月28日にかけて大阪・西心斎橋（アメリカ村）のクラブ「Grand Cafe」で行われていた『SUNDAY BLUES LIVE』にあるとされる。近藤房之助らを中心とした関西のブルースシンガーに加え、後にTHURSDAY LIVEの主要バンドメンバーとなる大賀好修（Rumble Fish・Steel and Glass・nothin' but love・OOM・Sensation）や麻井寛史（the★tambourines・WAR-ED・Sensation）などが新人として参加していた。

## 書籍
- THURSDAY LIVE BOOK STAFF編『THURSDAY LIVE -TRACKS OF THREE YEARS-』、株式会社ジェイロックマガジン社、2006年8月1日。（ISBN 4-916019-45-8 C0073、JRZ-8024）
THURSDAY LIVEの詳細な公演記録とセットリストが収録されている。

## CD
- CCP presents hills パン工場 cafe vol.1 （2002年12月22日、TCR-12）
hill's パン工場cafeで流れている曲
- CCP presents hills パン工場 cafe vol.2 （2005年3月1日、TCR-19）
hill's パン工場cafeで流れている曲

## DVD
- GIZA studio R&B PARTY at the Hillsパン工場 ［堀江］ vol.1 （2002年2月14日、BMBD-7005）
2001年12月15日にhillsパン工場からパシフィコ横浜へのインターネット中継として開催された世界初のインターネットライブを収録
- Rock Me Baby 近藤房之助 LIVE hills パン工場 2004 （2004年5月23日、ONBD-7035）
2003年10月16日と2004年2月12日にhillsパン工場で開催されたTHURSDAY LIVEを収録
- 復活!F.S.B NIGHT LIVE at hills パン工場 （2005年12月14日、ONBD-7059）
2005年8月11日にhillsパン工場で開催されたTHURSDAY LIVEを収録